# Antoinette Sterling
Antoinette Sterling Mackinlay (Sterlingville estat de Nova York, 23 de gener de 1850 - Hampstead, Londres, 9 de gener de 1904) fou una contralt estatunidenca.
Tingué tres grans mestres Mathilde Marchesi, a Colònia; Pauline Viardot, a Baden-Baden, i Manuel Patricio Rodríguez Sitches, a Londres. Adquirí merescuda fama com a cantant de concert, actuant en les principals capitals d'Europa i Amèrica.
La seva veu era de contralt, bellíssima de timbre, i la seva dicció extraordinàriament neta i expressiva, en l'opinió dels seus biògrafs.